# Bellerive-sur-Allier
Bellerive-sur-Allier – miejscowość i gmina we Francji, w regionie Owernia-Rodan-Alpy, w departamencie Allier.

## Denografia
Według danych na rok 1990 gminę zamieszkiwały 8543 osoby, a gęstość zaludnienia wynosiła 450 osób/km². W styczniu 2015 r. Bellerive-sur-Allier zamieszkiwało 8965 osób, przy gęstości zaludnienia 472,3 osób/km².

## Miasta partnerskie
- Hadamar, Niemcy
- Impruneta, Włochy